# Стэнхоуп, Джон
Джон Роддэм Спенсер Стэнхоуп (англ. John Roddam Spencer Stanhope; 20 января 1829, Йоркшир, Англия — 2 августа 1908, Флоренция, Италия) — английский живописец. Представитель романтизма. Видный член Братства прерафаэлитов «второй волны». Творчество Стэнхоупа рассматривают в контексте эстетизма и британского символизма конца XIX века. Он писал картины на мифологические, библейские и символические сюжеты.

## Биография
Стэнхоуп был наследником аристократической семьи, сыном Джона Спенсера Стэнхоупа из Хорсфорта и Кэннон-Холла, антиквара, в юности исследовавшего античное искусство в Греции. Матерью художника была Элизабет Вильгельмина Коук, третья и младшая дочь Томаса Уильяма Коука из Норфолка, первого графа Лестера; она и её сестры учились искусству у Томаса Гейнсборо. У Стэнхоупа был старший брат, Уолтер, унаследовавший Кэннон-Холл, и четыре сестры: Анна Мария Вильгельмина, Элиза Энн, Энн Алисия и Луиза Элизабет. Анна вышла замуж за королевского адвоката Персиваля Пикеринга и стала матерью художницы Эвелин де Морган, химика и садовода Персиваля Спенсера Амфревиля Пикеринга, Роуленда Невилла Амфревиля и писательницы А. М. У. Стёрлинг.
Отсутствие наследства семейных имений способствовало увлечению Джона Стэнхоупа живописью. Будучи студентом Оксфорда, он обратился к художнику Джорджу Фредерику Уоттсу и стал его помощником при создании некоторых архитектурных картин. В 1853 году Стэнхоуп путешествовал с Уоттсом по Италии и в 1856—1857 годах по Малой Азии. По возвращении был приглашён Данте Габриэлем Россетти для участия в проекте создания фресок здания Дискуссионного общества Оксфордского университета, где написал картину «Сэр Гавейн и девицы».
10 января 1859 года Джон Стэнхоуп женился на Элизабет Кинг, дочери Джона Джеймса Кинга, внучки 3-го графа Эгремонта и вдовы Джорджа Фредерика Доусона. Они поселились в Хиллхаусе, Которн, и в 1860 году у них родилась дочь Мэри. В том же году архитектору Филипу Уэббу был заказан семейный дом в Сандройде (ныне часть школы Рида) недалеко от Кобхэма в графстве Суррей (до этого Уэбб построил «Красный дом» для Уильяма Морриса). В Сандройде в 1860-х годах часто бывал Бёрн-Джонс и этот пейзаж послужил фоном для его картины «Милосердный рыцарь» (1864).
Стэнхоуп страдал от хронической астмы. Поскольку его состояние не улучшалось, зиму художник решил провести в Италии, во Флоренции.
В 1867 году в возрасте семи лет дочь Стэнхоупа Мэри умерла от скарлатины. Она была похоронена на Английском кладбище во Флоренции. Отец спроектировал надгробие.
Стэнхоуп, как и другие прерафаэлиты, был постоянным экспонентом галереи Гросвенор, альтернативы Королевской академии художеств. В 1880 году Стэнхоуп навсегда поселился во Флоренции. Там он расписал алтарь и создал фрески в англиканской церкви, осуществил другие работы в капелле Мальборо-Колледжа. В 1873 году он приобрёл виллу Нути во Флоренции, где его часто навещал художник Уильям Де Морган, и где он прожил до самой смерти.
Сестра де Моргана, А. М .В. Стёрлинг написала сборник биографических эссе под названием «Художник сновидений», включающий воспоминания о её дяде, «Идеалисте, провидце изысканных видений». В XIX и начале XX века в обширной семье Стэнхоупов было несколько художников, чьи связи стали темой выставки 2007 года «Художник сновидений» (A Painter of Dreams), приуроченной к 50-летию открытия Кэннон-холла для публики как музея. На выставке были представлены картины Стэнхоупа и Эвелин де Морган, а также керамика её мужа, Уильяма де Моргана.
Джон Стэнхоуп похоронен на Английском кладбище во Флоренции.

## Галерея

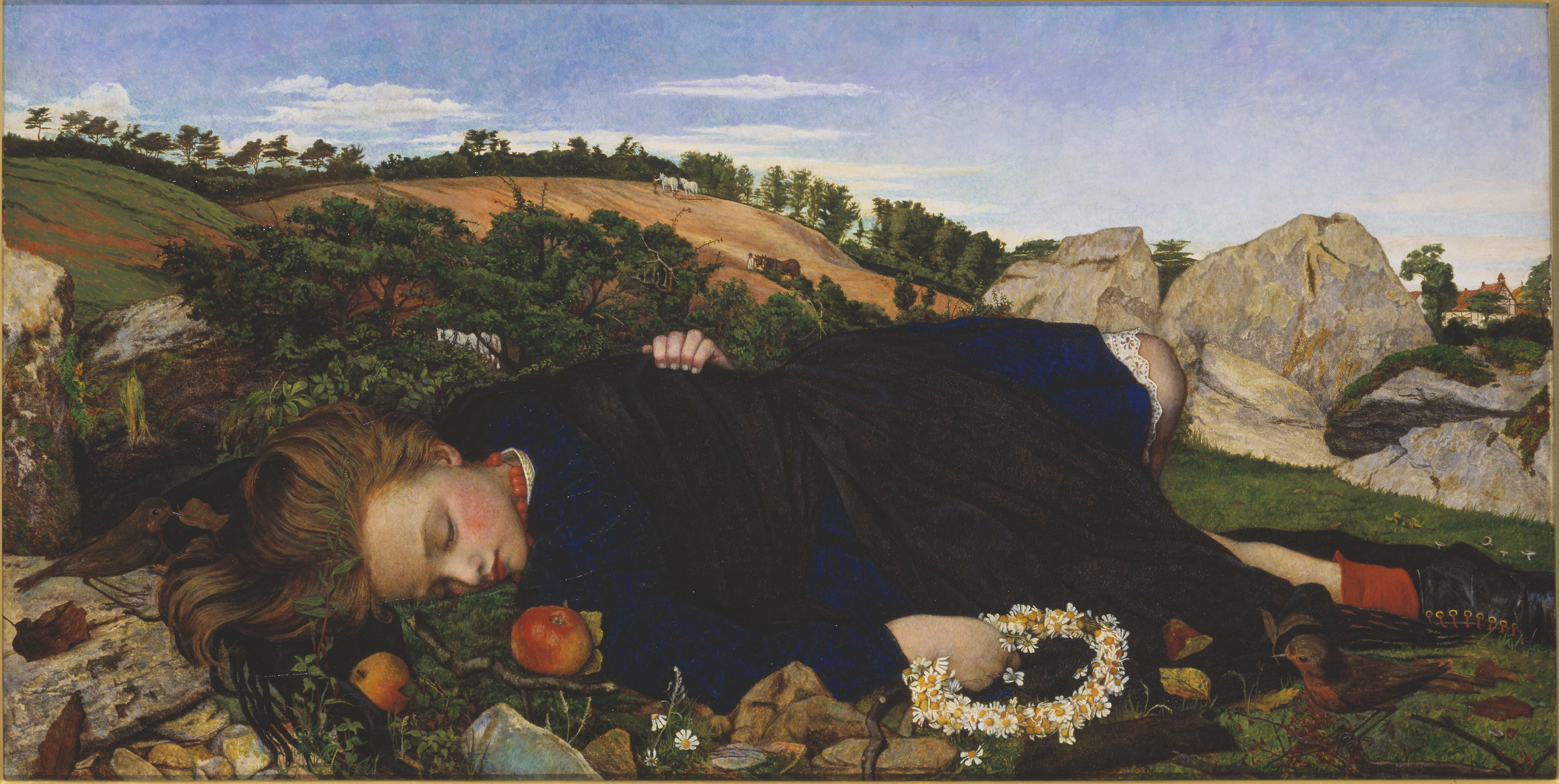
Робин нового времени. 1860
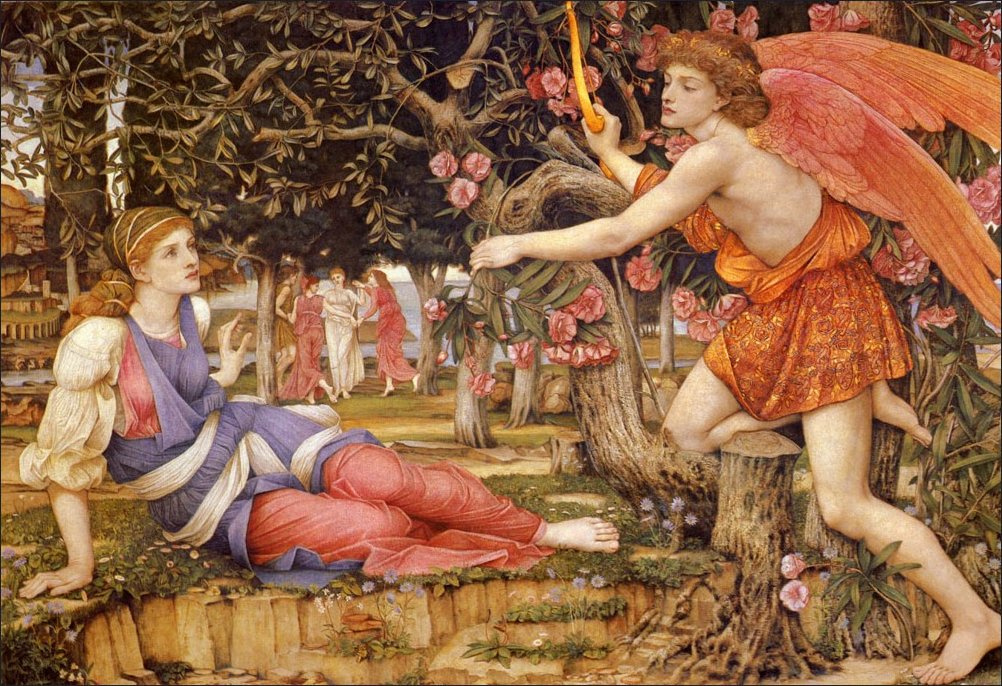
Любовь и дева. 1877. Холст, темпера, масло, золотая фольга. Музей изобразительных искусств Сан-Франциско, Калифорния, США
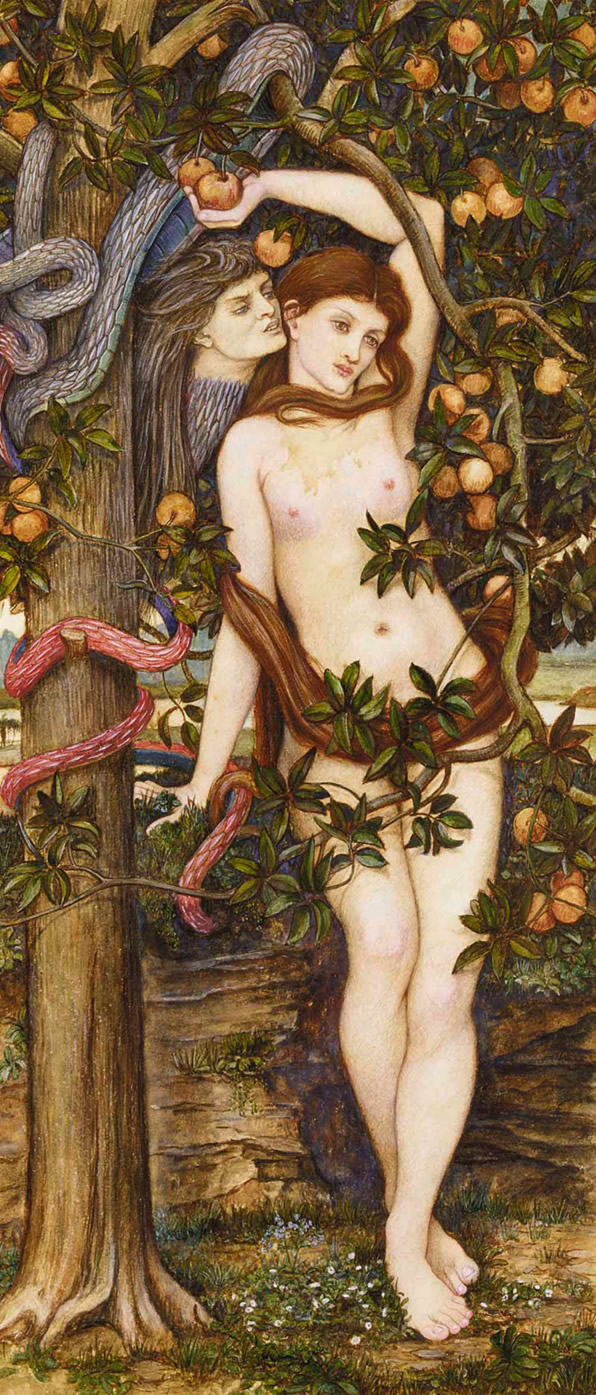
Искушение Евы. Холст, масло. Частное собрание
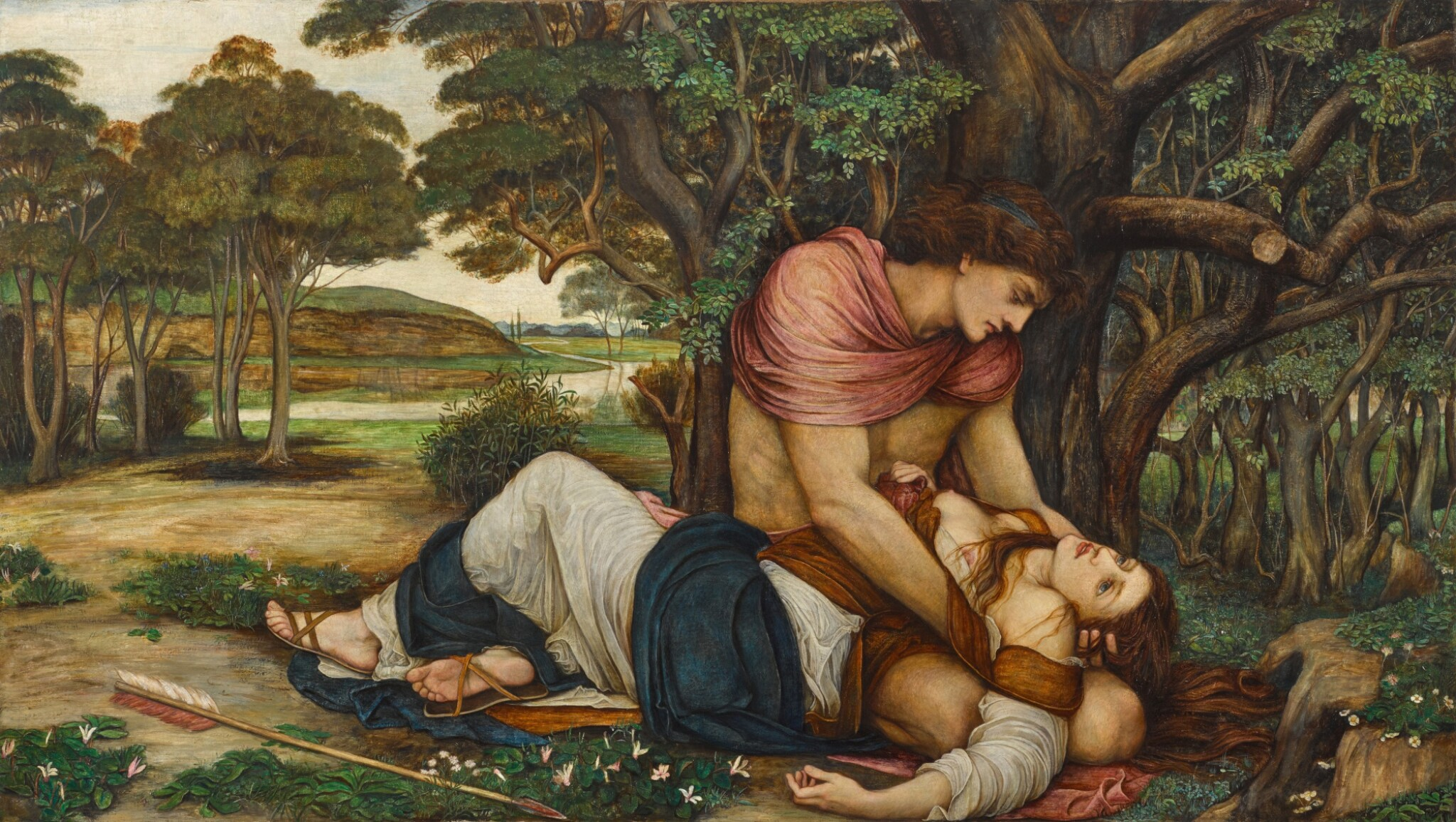
Кефал и Прокрида. Холст, масло. Частное собрание
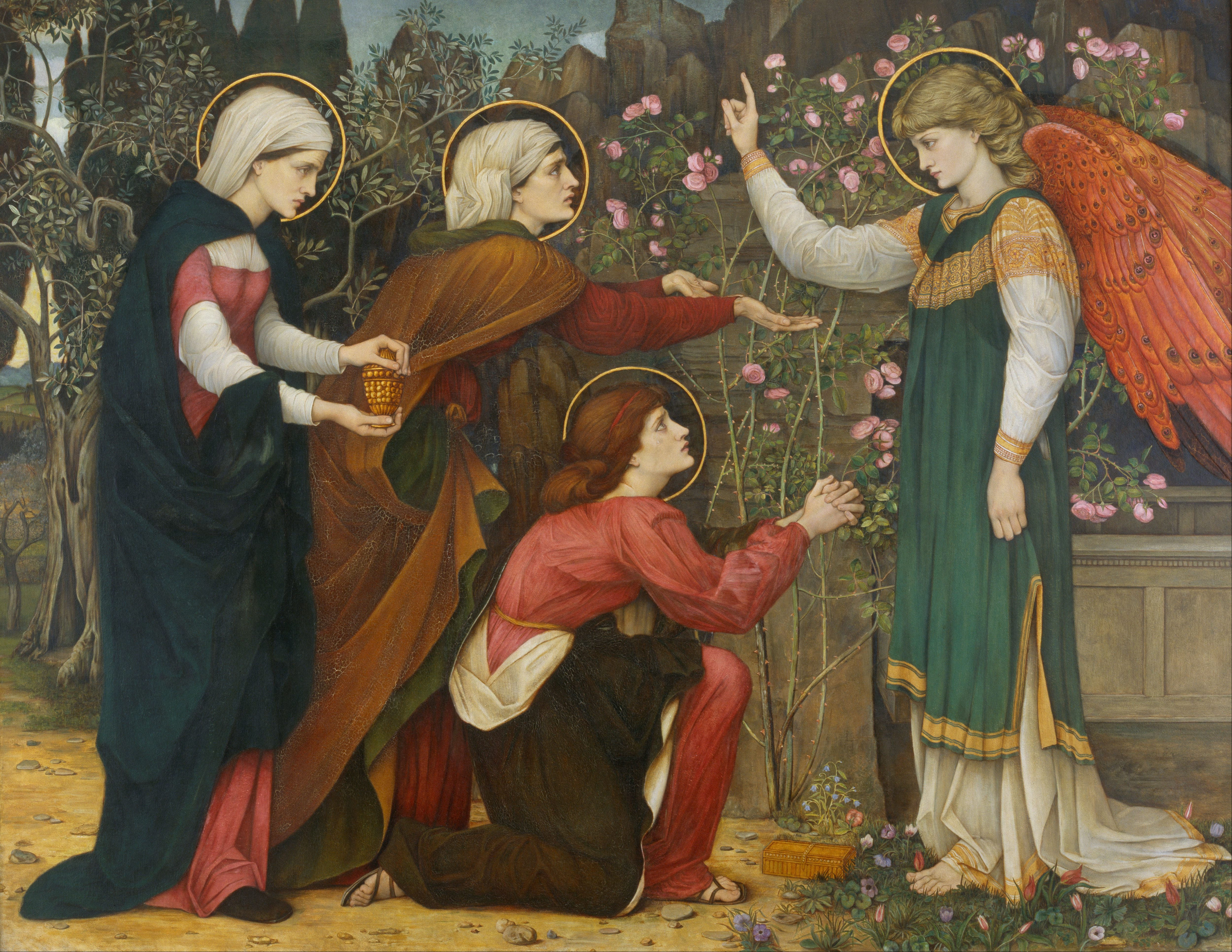
Что вы ищете живого между мёртвыми? Евангелие от Луки 24: 5. Между 1870 и 1890. Холст, левкас, воск, масло, золотая фольга. Художественная галерея Нового Южного Уэльса, Великобритания
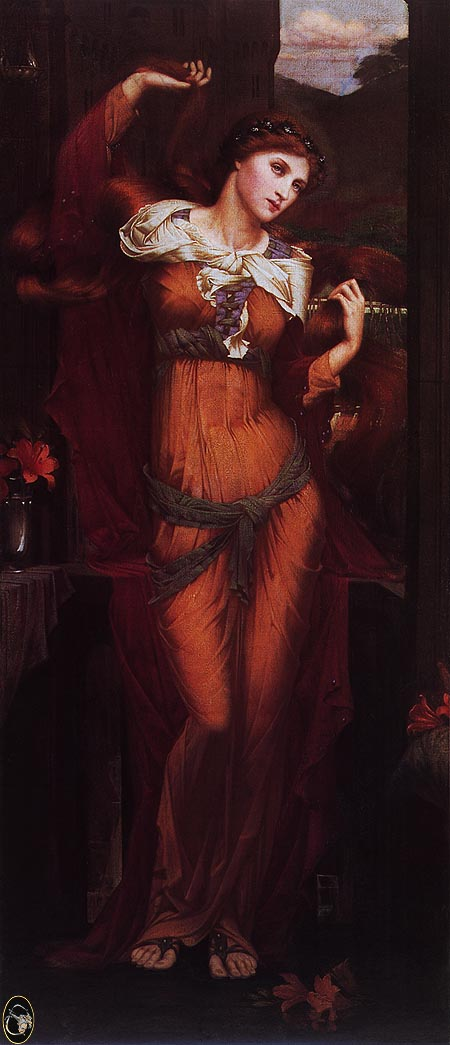
Вечер. 1900
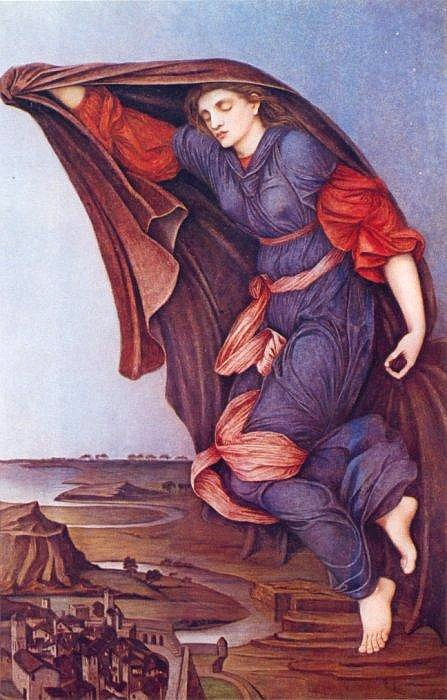
Ночь. 1878
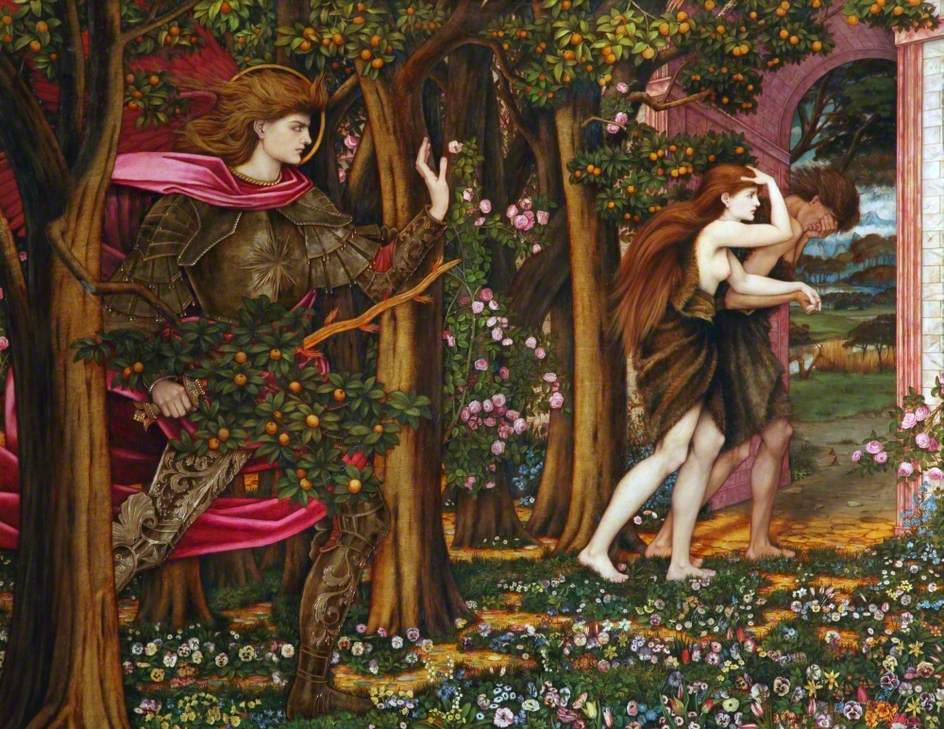
Изгнание из Рая. 1900. Холст, темпера. Галерея искусств Уокера, Лондон

## Избранные произведения
- Penelope (1849)
- Sir Gawaine and the Damsels at the Fountain (1857)
- Thoughts of the Past (1859)
- Robin of Modern Times (1860)
- Juliet and Her Nurse (1863)
- The Wine Press (1864)
- Our Lady of the Water Gate (1870)
- Procris and Cephalus (1872)
- Love and the Maiden (1877)
- Night (1878)
- The Waters of Lethe by the Plains of Elysium (1879-80)
- The Shulamite (ок.1882)
- Charon and Psyche (ок. 1883)
- Why Seek Ye the Living Among the Dead? (ок. 1886)
- Eve Tempted (1887)
- The Pine Woods of Viareggio (1888)
- Flora (1889)
- Holy Trinity Main Altar Polyptych (1892-94)
- Holy Trinity Memorial Chapel Polyptych (1892-94)
- The Escape (ок. 1900)
- Andromeda
- Autumn
- Charcoal Thieves
- Cupid and Psyche
- In Memoriam
- Love Betrayed
- The Millpond
- Patience On A Monument Smiling At Grief
- The Vision Of Ezekiel: The Valley Of Dry Bones
- The Washing Place
- The White Rabbit